# Lytta sublaevis
Lytta sublaevis is een keversoort uit de familie van oliekevers (Meloidae). De wetenschappelijke naam van de soort is voor het eerst geldig gepubliceerd in 1868 door Horn.